# Liisa Linko-Malmio
Liisa Elina Linko-Malmio, född 28 maj 1917 i Kexholm, död 8 december 2017 i Helsingfors, var en finländsk operasångerska (sopran). Hon var dotter till paret Ernst och Lahja Linko. 
Linko studerade 1937–1939 vid Sibelius-Akademin och var 1941–1943, 1946–1951 och 1955–1960 engagerad vid Finska operan, sedermera Finlands nationalopera, samt 1951–1954 vid Det Kongelige Teater i Köpenhamn. Hon blev 1961 lärare vid Sibelius-Akademin och 1963 lektor i solosång. Hon konserterade i Västeuropa, Moskva och New York. Hon tilldelades Pro Finlandia-medaljen 1957 och professors titel 1977.